# Franciszek z Gołąbków Jezierski
Franciszek z Gołąbków Jezierski herbu Prus II (zm. w 1750 roku) – chorąży łukowski w latach 1720–1750, stolnik łukowski w latach 1718–1720, cześnik łukowski w latach 1715–1718, łowczy łukowski w 1715 roku.
Był posłem ziemi łukowskiej na sejm 1720 roku.